# Monestier-de-Clermont
Monestier-de-Clermont je naselje in občina v vzhodnem francoskem departmaju Isère regije Rona-Alpe. Leta 2008 je naselje imelo 1.156 prebivalcev.

## Geografija
Kraj leži v pokrajini Daufineji na vhodu v dolino Trièves, 34 km južno od Grenobla.

## Uprava
Monestier-de-Clermont je sedež istoimenskega kantona, v katerega so poleg njegove vključene še občine Avignonet, Château-Bernard, Saint-Martin-de-la-Cluze, Gresse-en-Vercors, Miribel-Lanchâtre, Roissard, Saint-Andéol, Saint-Guillaume, Saint-Paul-lès-Monestier, Sinard in Treffort s 3.908 prebivalci.
Kanton Monestier-de-Clermont je sestavni del okrožja Grenoble.

## Zanimivosti
- cerkev sv. Petra,
- ruševine Monastérium di Clermontis.